# 스베틀라나 호르키나
스베틀라나 바실리예프나 호르키나(러시아어: Светлана Васильевна Хоркина, 1979년 1월 19일 ~ )는 러시아의 전직 여자 체조 선수로 1996년 하계 올림픽, 2000년 하계 올림픽, 2004년 하계 올림픽에 출전했으며 당대 최고의 체조의 여왕으로 불렸다.

## 인물 정보

### 1994-1996
호르키나는 1994년 브리즈번 세계 선수권 대회 개인 종합에서 38.805점으로 9위를 했다. 그녀는 도마에서 9.800점으로 2위를 했고, 2단 평행봉에서 9.875점으로 2위를 했다. 그녀는 마루 운동에서 8.487점으로 8위를 했다.
호르키나는 1995년 사바에 세계 선수권 대회 개인 종합 결승에서 39.130점의 점수로 2위를 했다. 그녀는 도마에서 9.618점으로 5위를 했고, 2단 평행봉에서 9.900점으로 5위를 했다. 호르키나는 1996년 산후안 세계 선수권 대회 도마에서 5위를 했고 2단 평행봉에서 1위를 했다.
1996년 7월에 호르키나는 애틀란타 하계 올림픽에 출전했다. 개인 종합 결승에서 그녀는 결승선에 있는 2단 평행봉에서 떨어졌고, 총 38.455점으로 15위를 했다. 3일후, 호르키나는 2단 평행봉 결승에서 9.850점으로 금메달을 따면서 자신감을 되찾았다.

### 1997-2000
호르키나는 1997년 로잔 세계 선수권 대회 개인 종합 결승에서 우승했다.
호르키나는 1999년 텐진 세계 체조 선수권 대회 개인 종합에서 12위를 했다. 그녀는 2단 평행봉에서 1위를 했고, 마루 운동에서 3위를 했다.

### 2000년 시드니 올림픽
호르키나는 2000년 시드니 하계 올림픽 2단 평행봉에서 금메달을 땄다. 그녀는 도마, 2단 평행봉과 마루 운동 결승에 진출했다.
호르키나는 개인 종합 결승에서 12위를 했다.

### 2001-2004

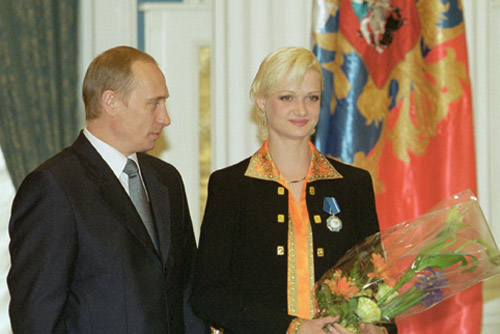

호르키나는 2001년 겐트 세계 체조 선수권 대회 개인 종합에서 우승했다. 호르키나는 2002년 데브레첸 세계 체조 선수권 대회 2단 평행봉에서 7위를 했고 평균대에서 4위를 했다.

### 2004년 아테네 올림픽
호르키나는 2004년 아테네 하계 올림픽 개인 종합에서 은메달을 땄고 2단 평행봉에서 8위를 했다.

## 개인 생활
스베틀라나 호르키나는 1979년 1월 19일에 바실리와 류보프의 딸로 태어났다.